# Gerald Weinrich
Gerald Weinrich (* 1. August 1966) ist ein ehemaliger deutscher Fußballspieler und -trainer.

## Karriere

### Vereine
Weinrich begann in der Jugendabteilung der SpVgg Bayreuth mit dem Fußballspielen und wechselte zur Saison 1985/86 zur Amateurmannschaft des 1. FC Nürnberg, für die er in der seinerzeit dritthöchsten Spielklasse – der Bayernliga – zum Einsatz kam. Mit dem Wechsel zum Ligakonkurrenten SpVgg Bayreuth kam er für diesen in 15 Punktspielen zum Einsatz. Er debütierte am 8. März 1987 (26. Spieltag) beim 2:1-Sieg im Auswärtsspiel gegen die SpVgg Unterhaching mit Einwechslung für Jörg Dittwar. Sein einziges Tor erzielte er am 7. April 1987 am nachgeholten 25. Spieltag bei der 1:2-Niederlage im Heimspiel gegen die Amateurmannschaft des FC Bayern München mit dem Ausgleichstreffer zum 1:1 in der 25. Minute. Da sein Mitspieler Armin Eck einen Handelfmeter in der 29. Minute nicht verwandeln konnte, entschied Bernhard Meisl das Spiel in der 60. Minute. Am Saisonende 1986/87 nahm seine Mannschaft mit zwei Punkten auf den FC Bayern München Amateure den ersten Platz ein – seine ehemaligen Nürnberger stiegen ab – und qualifizierte sich für die Aufstiegsrunde zur 2. Bundesliga 1987/88. In dieser bestritt er alle sechs Spiele der Gruppe Süd und stieg als Zweitplatzierter in die 2. Bundesliga auf. An fünf Spieltagen in Folge (2. bis 6. Spieltag) wurde er in dieser Spielklasse, wie auch am 19. September 1987 (11. Spieltag), eingesetzt. Er debütierte am 25. Juli 1987 bei der 0:2-Niederlage im Auswärtsspiel gegen den SV Darmstadt 98.

### Nationalmannschaft
Weinrich gehörte seinerzeit der Schülernationalmannschaft, die am 13. April 1982 in Frankfurt am Main die Schülernationalmannschaft Englands mit 3:0 bezwang.

## Erfolge
- Meister Bayernliga 1987 und Aufstieg in die 2. Bundesliga

## Sonstiges
Weinrich gehört dem Vorstand des TSV Neudrossenfeld an, bei dem er die Geschäftsführung innehat und für die Koordination Fußballabteilung verantwortlich zeichnet. In der Saison 2021/22 trainierte er die dritte Mannschaft in der Kreisklasse Bayreuth-Kulmbach 4 und begleitete sie vom 24. Juli bis 10. September 2021 in zehn Spielen (4 S 2 U 4 N).